# Kościół Wniebowzięcia Najświętszej Maryi Panny w Rawie Mazowieckiej
Kościół Wniebowzięcia Najświętszej Maryi Panny – rzymskokatolicki kościół parafialny należący do dekanatu Rawa Mazowiecka diecezji łowickiej. Do 1864 roku należał do augustianów, od 1938 roku należy do pasjonistów.

## Historia i architektura
Świątynia zbudowana została w 1790 roku i następnie była dwukrotnie odnawiana. Jest to budowla orientowana, murowana, jednonawowa, składająca się z prostokątnej nawy, nieco węższego od niej prezbiterium zamkniętego wielobocznie i kwadratowego ryzalitu przy fasadzie zachodniej z kruchtą w przyziemiu i niską nadbudówką. Do prezbiterium od strony północnej dobudowana jest zakrystia na planie prostokąta i kruchtą, nad którą jest umieszczone oratorium, otwarte oknem do prezbiterium, a połączone z klasztorem korytarzem podpartym przez spłaszczoną arkadę. Elewacje ozdobione są profilowanym belkowaniem, na narożnikach zachodniej elewacji nawy i ryzalitu znajdują się pilastry. Nawa i prezbiterium nakryte są sklepieniem kolebkowym z lunetami, opartym na gurtach, które w nawie są oparte na przyściennych filarach z dekoracją stiukową, z kolei w prezbiterium oparte są na konsolach. Chór muzyczny podparty jest trzema arkadami filarowymi. Do wyposażenia kościoła należą: ołtarz główny wzniesiony w stylu barokowym w drugiej połowie XVIII wieku, ozdobiony rzeźbami świętych, płaskorzeźbą Boga Ojca i obrazem Matki Bożej Pocieszenia umieszczonym w sukienkach z XVII wieku, oraz obrazem św. Grzegorza papieża powstałym na przełomie XVIII i XIX wieku, dwa ołtarze boczne w stylu późnorenesansowym powstałe w pierwszej połowie XVII wieku i ozdobione rzeźbami świętych biskupów i zakonników.

## Galeria

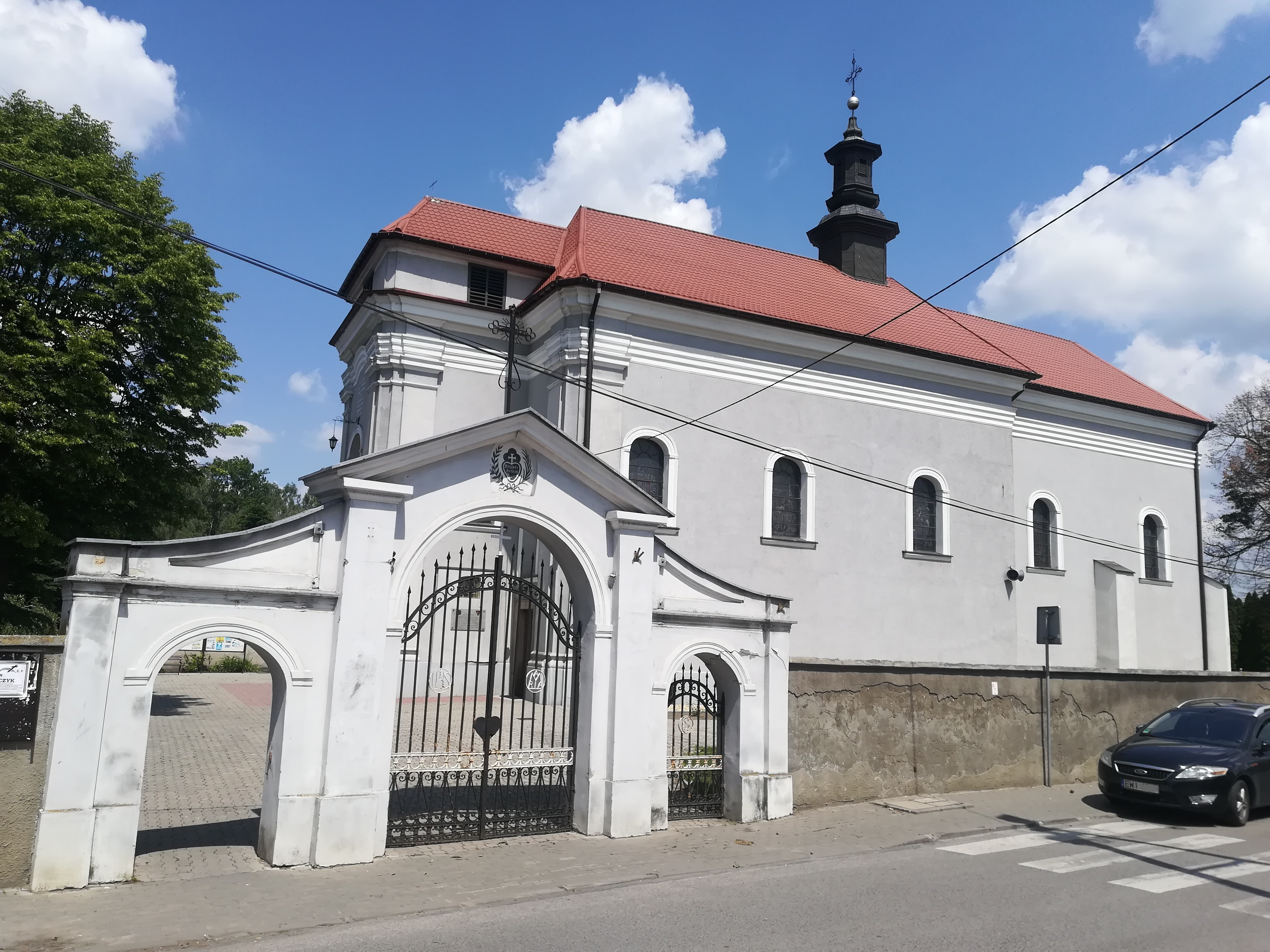
Widok założenia z bramą
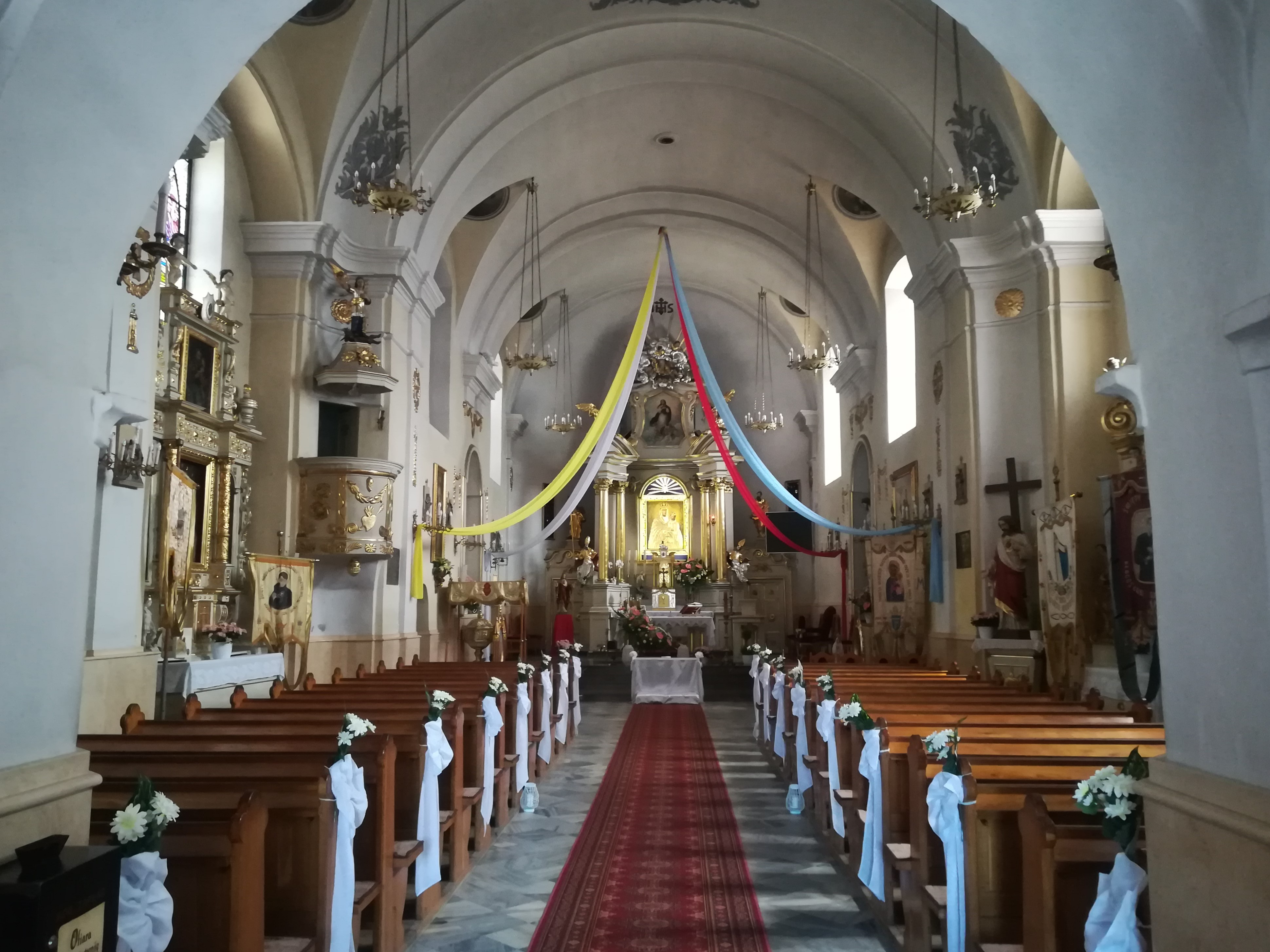
Wnętrze z ołtarzem
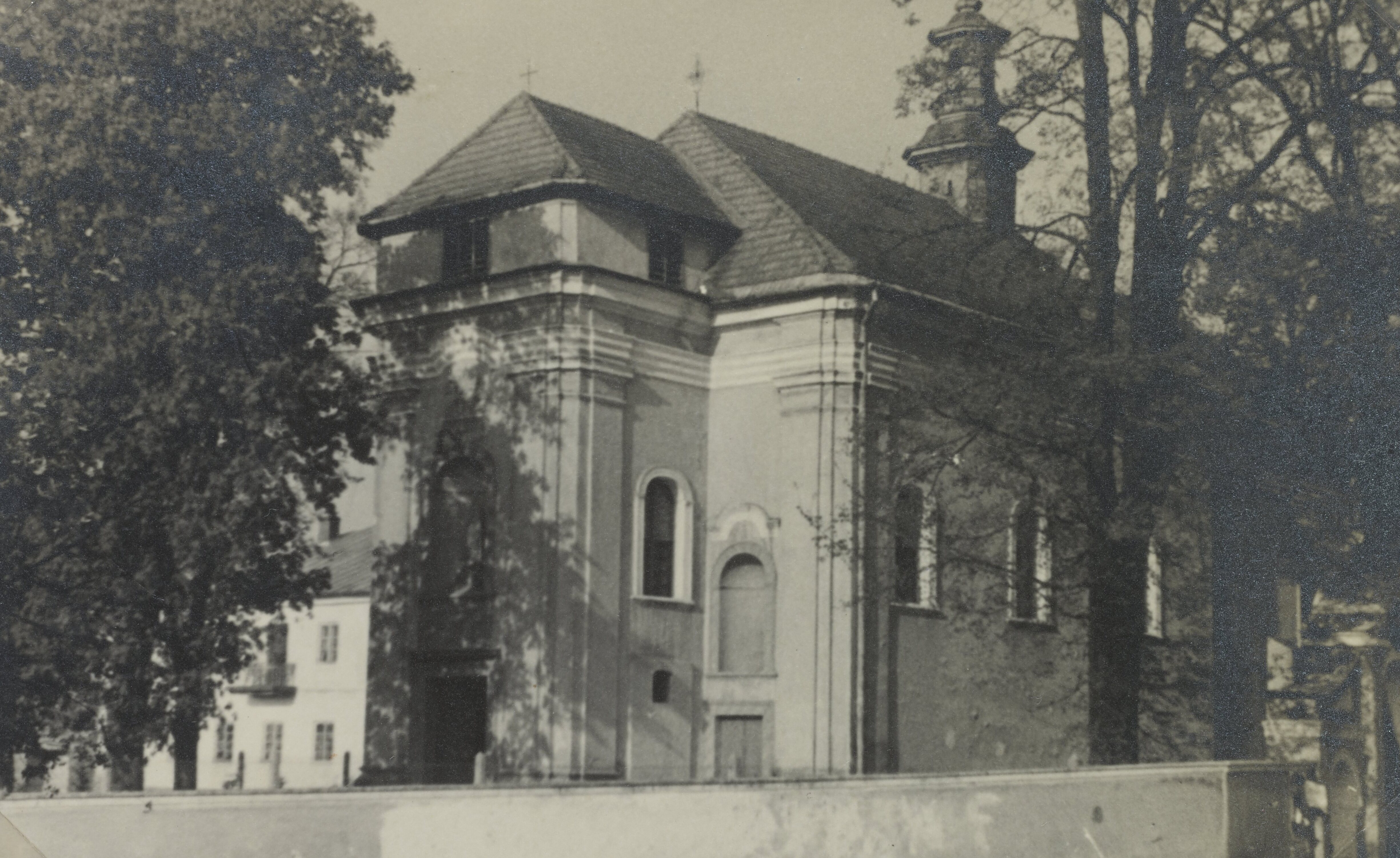
Widok z 1937